# Unité urbaine de Sarrebruck (ALL)-Forbach (partie française)
L'unité urbaine de Sarrebruck (ALL)-Forbach (partie française) est une unité urbaine française centrée sur les communes de Forbach, Freyming-Merlebach et Stiring-Wendel, située dans le département de la Moselle, en région Grand Est.

## Données générales
Dans le zonage réalisé par l'Insee en 2010, l'unité urbaine de Sarrebruck (ALL)-Forbach (partie française) était composée de 15 communes, toutes situées dans le département de la Moselle, plus précisément dans l'arrondissement de Forbach-Boulay-Moselle.
Dans le nouveau zonage réalisé en 2020, elle est composée des 15 mêmes communes.
En 2022, avec 80 730 habitants, elle représente la 3e unité urbaine du département de la Moselle et occupe le 9e rang dans la région Grand Est.
En 2022, sa densité de population s'élève à 859 hab/km2. Par sa superficie, elle représente 1,51 % du territoire départemental mais, par sa population, elle regroupe 7,68 % de la population du département de la Moselle.

## Composition 2020 de l'unité urbaine
Elle est composée des 15 communes suivantes :
| Nom                    | Code Insee | Département | Statut       | Superficie (km2) | Population (dernière pop. légale) | Densité (hab./km2) | Modifier                                    |
| ---------------------- | ---------- | ----------- | ------------ | ---------------- | --------------------------------- | ------------------ | ------------------------------------------- |
| Forbach                | 57227      | Moselle     | ville-centre | 16,32            | 21 111 (2022)                     | 1 294              | modifier les données · modifier les données |
| Freyming-Merlebach     | 57240      | Moselle     | ville-centre | 9,06             | 13 069 (2022)                     | 1 442              | modifier les données · modifier les données |
| Stiring-Wendel         | 57660      | Moselle     | ville-centre | 3,60             | 11 048 (2022)                     | 3 069              | modifier les données · modifier les données |
| Behren-lès-Forbach     | 57058      | Moselle     | banlieue     | 5,54             | 6 299 (2022)                      | 1 137              | modifier les données · modifier les données |
| Béning-lès-Saint-Avold | 57061      | Moselle     | banlieue     | 3,69             | 1 133 (2022)                      | 307                | modifier les données · modifier les données |
| Betting                | 57073      | Moselle     | banlieue     | 4,45             | 860 (2022)                        | 193                | modifier les données · modifier les données |
| Cocheren               | 57144      | Moselle     | banlieue     | 5,62             | 3 351 (2022)                      | 596                | modifier les données · modifier les données |
| Etzling                | 57202      | Moselle     | banlieue     | 4,94             | 1 135 (2022)                      | 230                | modifier les données · modifier les données |
| Hombourg-Haut          | 57332      | Moselle     | banlieue     | 12,25            | 6 122 (2022)                      | 500                | modifier les données · modifier les données |
| Kerbach                | 57360      | Moselle     | banlieue     | 4,45             | 1 223 (2022)                      | 275                | modifier les données · modifier les données |
| Morsbach               | 57484      | Moselle     | banlieue     | 5,09             | 2 657 (2022)                      | 522                | modifier les données · modifier les données |
| Œting                  | 57521      | Moselle     | banlieue     | 4,39             | 2 636 (2022)                      | 600                | modifier les données · modifier les données |
| Petite-Rosselle        | 57537      | Moselle     | banlieue     | 5,05             | 6 176 (2022)                      | 1 223              | modifier les données · modifier les données |
| Rosbruck               | 57596      | Moselle     | banlieue     | 1,41             | 730 (2022)                        | 518                | modifier les données · modifier les données |
| Spicheren              | 57659      | Moselle     | banlieue     | 8,11             | 3 180 (2022)                      | 392                | modifier les données · modifier les données |

## Évolution démographique
| 1968    | 1975   | 1982    | 1990   | 1999   | 2006   | 2011   | 2016   | 2022   |
| ------- | ------ | ------- | ------ | ------ | ------ | ------ | ------ | ------ |
| 100 568 | 98 567 | 100 448 | 98 758 | 92 845 | 88 842 | 85 811 | 83 401 | 80 730 |